# Amderma
Amderma (em russo:  Амдерма, lit. uma colônia de morsas em Nenets) é uma localidade rural no distrito de Zapolyarny do okrug autônomo da Nenétsia, Rússia, localizado na costa do mar de Kara, perto da ilha de Vaygach, 490 quilômetros (300 mi) de Naryan-Mar, o centro administrativo do okrug autônomo. Muitos depósitos de fluorita estão localizados nas proximidades de Amderma, mas as minas foram abandonadas desde a década de 1990.